# IC 646
IC 646 је спирална галаксија у сазвјежђу Велики медвјед која се налази на листи објеката дубоког неба у Индекс каталогу.
Деклинација објекта је + 55° 27' 59" а ректасцензија 10h 51m 35,1s. Привидна величина (магнитуда) објекта IC 646 износи 14,6 а фотографска магнитуда 15,5. IC 646 је још познат и под ознакама MCG 9-18-39, CGCG 267-19, NPM1G +55.0108, PGC 32568.